# Eriocnemis luciani sapphiropygia
Eriocnemis luciani sapphiropygia is een vogel uit de familie Trochilidae (kolibries). Door BirdLife International wordt dit taxon als een aparte soort opgevat, maar verder wordt de soort ook beschouwd als een ondersoort van het saffierpluimbroekje (E. luciani). De soort komt voor in midden en zuidelijk Peru. De pootjes van deze kolibrie zijn voorzien van donsveertjes, vandaar de naam.

## Kenmerken
De vogel is 11 tot 12 cm lang, inclusief staart en weegt 5,5 tot 6,0 g. De vogel is van boven grotendeels grasgroen met een metaalglans. Achter op de kop en op de nek heeft deze kolibrie een goud- tot koperkleurige glans door het groen. De gevorkte staart is meer donkerblauw tot paars, bijna glanzend zwart. Het vrouwtje verschilt niet veel van het mannetje; haar vleugels zijn korter, de staart is minder diep gevorkt. Verder heeft de soort witte donsveertjes op de poten en is dit "pluimbroekje" relatief groot.

## Verspreiding en leefgebied
Mits opgevat als apart soort, kunnen weer twee ondersoorten worden onderscheiden:
- E. sapphiropygia catharina:  Noord-Peru
- E. sapphiropygia sapphiropygia: Midden en zuidelijk Peru.

Het leefgebied bestaat uit bosranden van het nevelwoud op hoogten tussen de 2000 en 4000 m (meestal 2600 tot 3500 m) in de Andes. Deze kolibrie wordt ook wel aangetroffen in open landschap met gras en struikgewas.

## Status
Deze Peruaanse ondersoort van het saffierpluimbroekje  heeft een klein verspreidingsgebied binnen Peru maar wordt als redelijk algemeen beschreven in geschikt habitat. Men vermoedt dat de populatie-aantallen stabiel zijn. Om deze redenen staat deze soort als niet bedreigd op de Rode Lijst van de IUCN.